# Buchen (Odenwald)
Buchen (Odenwald) är en stad i Neckar-Odenwald-Kreis i regionen Rhein-Neckar i Regierungsbezirk Karlsruhe i förbundslandet Baden-Württemberg i Tyskland.